# Acorypha pipinna
Acorypha pipinna är en insektsart som beskrevs av Nicholas David Jago 1967. Acorypha pipinna ingår i släktet Acorypha och familjen gräshoppor. Inga underarter finns listade i Catalogue of Life.